# Медведицький
Медведицький (рос. Медведицкий) — робітниче селище у Жирновському районі Волгоградської області Російської Федерації.
Населення становить 1076  осіб. Входить до складу муніципального утворення Медведицьке міське поселення.

## Історія
Населений пункт розташований у межах українського історичного та культурного регіону Жовтий Клин.
Згідно із законом від 21 лютого 2005 року № 1009-ОД для населеного пункту було встановлено органом місцевого самоврядування Медведицьке міське поселення.

## Населення
| 1959  | 1970  | 1979  | 1989  | 2002  | 2009  | 2010  |
| ----- | ----- | ----- | ----- | ----- | ----- | ----- |
| 1626  | ↘1535 | ↘1473 | ↘1451 | ↗1472 | ↘1276 | ↗1298 |
| 2012  | 2013  | 2014  | 2015  | 2016  | 2017  | 2018  |
| ↘1245 | ↘1199 | ↘1156 | ↘1121 | ↘1108 | ↗1124 | ↘1094 |
| 2019  |       |       |       |       |       |       |
| ↘1076 |       |       |       |       |       |       |